# Mittelpaläolithikum
| Übersicht Urgeschichte | Übersicht Urgeschichte | Übersicht Urgeschichte | Übersicht Urgeschichte |
| ---------------------- | ---------------------- | ---------------------- | ---------------------- |
| Holozän                | (➚ Frühgeschichte)     | (➚ Frühgeschichte)     | (➚ Frühgeschichte)     |
| Holozän                | Eisenzeit              |                        |                        |
| Holozän                | späte Bronzezeit       |                        |                        |
| Holozän                | mittlere Bronzezeit    |                        |                        |
| Holozän                | frühe Bronzezeit       |                        |                        |
| Holozän                | Bronzezeit             |                        |                        |
| Holozän                | Kupfersteinzeit        |                        |                        |
| Holozän                | Jungsteinzeit          |                        |                        |
| Holozän                | Mittelsteinzeit        |                        |                        |
| Pleistozän             | Jungpaläolithikum      |                        |                        |
| Pleistozän             | Mittelpaläolithikum    |                        |                        |
| Pleistozän             | Altpaläolithikum       |                        |                        |
| Pleistozän             | Altsteinzeit           |                        |                        |
| Pleistozän             | Steinzeit              |                        |                        |

Das Mittelpaläolithikum (von griech. παλαιός (palaios) „alt“ und λίθος (lithos) „Stein“) ist der mittlere Abschnitt der Altsteinzeit in Europa, der vor ca. 300.000–200.000 Jahren mit dem Einsetzen der Levallois-Technik beginnt und vor etwa 45.000 Jahren mit der Einwanderung des Cro-Magnon-Menschen und dem Beginn des Jungpaläolithikums (Aurignacien) endet. In Europa ist das Mittelpaläolithikum mit dem Neandertaler assoziiert (je nach Bearbeiter wird auch der späte Homo heidelbergensis geltend gemacht).
In Afrika und im Vorderen Orient entspricht dieser Zeitabschnitt in etwa dem Middle Stone Age. Dort lebten bereits um 150.000 vor heute anatomisch moderne Menschen (siehe Archaischer Homo sapiens sowie Homo sapiens idaltu), im Nahen Osten seit etwa 90.000 vor heute.
Nach einer heute veralteten Terminologie wurde der Beginn des Mittelpaläolithikum mit dem Beginn des Jungpleistozäns gleichgesetzt (ca. 130.000 Jahre vor heute).

## Forschungsgeschichte
Bereits im 19. Jahrhundert wurden Artefakte aus dem Mittelpaläolithikum entdeckt, doch wurden diese lange Zeit nicht als solche erkannt. Die seit 1839 bei Abbeville gesammelten Steinartefakte von Jacques Boucher de Perthes wurden erst um 1860 von der Wissenschaft allgemein akzeptiert. In Deutschland lieferten bereits 1843/44 die Balver Höhle und die Bärenhöhle am Hohlenstein, letztere von Oscar Fraas ab 1860 ergraben, weitgehend unbeachtete mittelpaläolithische Steinartefakte, da das Interesse zunächst paläontologischen Funden galt. Auch in Frankreich begann die Grabungstätigkeit durch den Paläontologen Édouard Armand Lartet im Jahre 1860, der eine Gliederung auf Basis paläontologischer Leitfossilien aufstellte. Die erste Gliederung des Mittelpaläolithikums auf der Basis von Typlokalitäten wurde hingegen durch Gabriel de Mortillet im Jahre 1869 vorgenommen und später (1881) von ihm in „Chelléen“ und „Moustérien“ unterteilt. 1889 wurde diese Unterteilung von G. d’Adult du Mesnil um die Zwischenstufe des Acheuléen erweitert. Ein Jahr zuvor ordnete Marcellin Boule den Phasen eine bestimmte Klimaperiode in Abhängigkeit von den Faunaresten zu, demnach das Chelléen in eine Warm-, das Acheuléen in eine Übergangs- und das Moustérien in eine Kaltphase zu stellen sei.
Die erste Gliederung des Mittelpaläolithikums für Mitteleuropa wurde 1903 von Moriz Hoernes vorgenommen, doch ließ er diese bereits 1909 wieder fallen, da Hugo Obermaier ein Jahr zuvor seine Arbeit „Die Steingeräte des französischen Altpaläolithikums“ veröffentlicht hatte. Er erkannte, dass es einen Unterschied in der „Qualität“ der Acheuléenartefakte gibt, und unterteilte diese Phase daher in ein Alt- und Jungacheuléen. Letztere Stufe wurde durch eine regionale Untergruppe der „Stufe von La Micoque“ erweitert. In der Folgezeit wurde dieses Modell um verschiedene Untergruppen erweitert, so dass eine unübersichtliche Gliederung mit unterschiedlichen, subjektiv von einzelnen Forschern abhängigen Bezeichnungen entstanden ist. Eine solche Unterteilung des Moustériens vollzog zum Beispiel Robert Rudolf Schmidt auf der Grundlage der Grabungen am Sirgenstein in ein „primitives-“ und ein „La Quina-Moustérien“.
Seit den 1920er Jahren wurde insbesondere durch den Geologen Fritz Wiegers der Versuch unternommen, die archäologische „Kulturgliederung“ mit der Klimageschichte des Pleistozäns zu korrelieren. Henri Breuil und Oswald Menghin stellten in den 1930er Jahren eine Fülle von Gruppenbezeichnungen und Unterteilungen anhand von neu entdeckten Fundplätzen auf.
Nach dem Zweiten Weltkrieg waren die Arbeiten von François Bordes und Gerhard Bosinski von herausragender Bedeutung. Viele Gruppenbezeichnungen wie „Levalloisien“ wurden fallengelassen, und das Moustérien wurde nach Untersuchungen des gesamten Fundmaterials endgültig in mehrere Untergruppen aufgeteilt.

## Archäologische Kulturen und Werkzeuge

### Steinwerkzeuge
Bezüglich der Steinwerkzeuge ist das Mittelpaläolithikum durch mit der Levalloistechnik hergestellte Abschläge und Spitzen sowie das häufige Vorkommen von Schabern charakterisiert. Die Levallois-Technik ist speziell auf die Abschlagsproduktion ausgerichtet. In Europa gibt es die archäologischen Kulturen des Moustérien (nach der Fundstelle Le Moustier) sowie das Micoquien (nach der Fundstelle La Micoque im Département Dordogne). Statt Micoquien wird in Deutschland wegen der zu dieser Zeit typischen Keilmesser heute der Begriff Keilmesser-Gruppen bevorzugt. Am Ende des Mittelpaläolithikums steht die Blattspitzen-Gruppe (auch Szeletien).

### Weitere Werkzeuge
Zunehmende Verbreitung finden im Mittelpaläolithikum auch Werkzeuge und Waffen, die zum Teil oder zur Gänze aus organischen Materialien hergestellt wurden, beispielsweise Lanzen aus Holz (mit steinernen Spitzen). Derartige Spitzen sind, nach Bosinski, eine Erfindung des Neandertalers; die Lanzen werden, in späterer Zeit, durch die Verwendung von Geweih- statt Steinspitzen perfektioniert. Die Lanzen wurden zur Jagd auf Großwild (Elefanten, Wisente, Bären, Hasen, Füchse) verwendet, was durch Analysen der gefundenen Jagdbeutereste erschlossen wurde. Die Verwendung von hölzernen Stoßlanzen zeigt sich anhand der Lanze von Lehringen; hier sind Steinabschläge, jedoch keine steinernen Lanzenspitzen nachgewiesen. Die im Tagebau Königsaue (Sachsen-Anhalt) entdeckten Harzklumpen (Birkenpech) könnten als Schäftungsmittel benutzt worden sein, um Abschläge aus Feuerstein Steingeräte in hölzernen Griffschäften zu befestigen. Andere Materialien, wie Knochen, Elfenbein und Geweih, wurden, wie wegen Mangels an Funden angenommen wird, weniger oft verwendet.
In den späten Abschnitten entwickeln sich in Europa so genannte „Übergangsindustrien“ zwischen Mittel- und Jungpaläolithikum, wie das Châtelperronien, Uluzzien und Bohunicien, die Kennzeichen beider Traditionen der Steingeräteherstellung tragen.

## Weitere Funde
Im Mittelpaläolithikum wurden Bestattungen vorgenommen, die als Ausdruck eines Jenseitsglaubens beim Neandertaler gedeutet werden können. Fundstellen, die diese Deutung stützen, sind u. a. die Kebara-Höhle, Shanidar oder La Chapelle-aux-Saints. Stets wurden die Toten in Hockstellung und meist in Ost-West-Orientierung bestattet. Auch der Befund von La Ferrassie bekräftigt diese Theorie. Es handelt sich um sechs Gräber mit Ost-West-Orientierung. Neben den Verstorbenen, die alle in seitlicher Hockerstellung aufgefunden wurden, waren Erdhügel und Gruben positioniert, die in ihrem Inneren Tierknochen bargen. Unter diesen Gräbern stellt das Kindergrab einen außergewöhnlichen Fund dar: Eines der toten Kinder wurde von drei Schabern bedeckt. Allgemein ist die Zahl der Kindergräber im Mittelpaläolithikum hoch.
Andere Kulte, die mit dieser archäologischen Kultur in Verbindung gebracht wurden, sind der heute widerlegte Bärenkult und ebenfalls umstrittene Nachweise für Kannibalismus (Funde am Monte Circeo oder in der Halbhöhle von Krapina). Der Nachweis der Sprachfähigkeit des Neandertalers wurde anhand der Anatomie eines Zungenbeins eines Bestatteten in der Kebara-Höhle (Israel) ins Mittelpaläolithikum vor mindestens 60.000 Jahren datiert, was neuerdings auch anhand genetischer Untersuchungen bestätigt wurde. Damit wurde die Skepsis widerlegt, Sprachfähigkeit anhand anatomischer Merkmale eindeutig definieren zu können.

## Klimageschichte
Klimatisch erstreckt sich das Mittelpaläolithikum vom späten Abschnitt der Riß- oder Saaleeiszeit über das Eeminterglazial bis einschließlich zu den unteren Abschnitten der Würm- oder Weichseleiszeit. Dabei nimmt jedoch die zeitliche Verbreitung des klassischen Neandertalers nur den ersten Teil dieser letzten Eiszeit ein (also ca. von 80.000 bis 40.000 Jahren vor heute).
Bei den klimatischen Bedingungen, die während des Mittelpaläolithikums herrschten, benutzten die Menschen häufig Höhlen oder Felsschutzdächer (Abris) als Unterschlupf. Meistens wurden hierbei Eingangspartien oder Höhlenvorplätze bewohnt, da der eigentliche Innenraum der Höhlen wegen der Feuchtigkeit unbewohnbar war. Daher findet man dort nur selten Reste von Besiedlung.
In vielen Höhlen und Abris gibt es jedoch Spuren von Einbauten, wobei es sich meistens um an die Felswand angebaute Hütten handelt (Beispiele: Grotte du Lazaret bei Nizza; Abri von Combe Grenal im Département Dordogne), wo Pfostenlöcher gefunden wurden, die einen solchen Einbau belegen.